# 康复大学
康复大学是位于中华人民共和国山东省青岛市的一所以医科为主导的公立大学。2020年开始联合培养研究生，2024年开始招收本科生。开设临床医学、康复物理治疗等专业。有3所附属医院。
截至2024年6月，康复大学占地面积约1360亩。截至2024年11月，学校有专任教师300余人、本科生300人。